# مسجد مولاي عبد الله
يقع مسجد مولاي عبد الله بمدخل حي مولاي عبد الله بفاس، وهو جامع القصر المريني في الفترة المرينية إذ كان مرتبطا بالقصر المريني بواسطة ممر مباشر، وكان يحتضن الصلوات والدروس التي يحضرها السلطان. وهو الجامع الأعظم في المدينة البيضاء.

## بناءه
ويبقى المسجد الكبير بفاس أول مسجد بني في العهد المريني بالمغرب، إذ إنطلقت عملية بناءه وفق ما ذكره مؤلف «الدخيرة السينية»، في شهر شوال من سنة 674هـ/1275م، وإنتهت في رمضان من سنة 677هـ الموافق لسنة 1278م. وشيد المسجد الكبير بفاس في عهد أبي يوسف يعقوب، ثم خضع لعملية تجديد في عهد السلطان أبي عنان المريني سنة 778هـ/1378م، وشهد عدة إصلاحات في عهد أبو فارس المريني سنة 1395م. أما خزانة المسجد فقد أحدثت من طرف السلطان العلوي المولى راشد سنة 1668م.

## أبعاده
يتسم المسجد بانتظام جيد وتبلغ مساحته 53 مترا في العمق و33 مترا في العرض، يتميز الجامع بتصميم منتظم ودقيق، ويتألف من قاعة للصلاة مكونة من بلاطات متعامدة مع جدار القبلة يتوسطها بلاط أوسط ويتقدمها بلاط مواز لجدار القبلة يتميزان معا بنفس العرض مما يسمح بالحصول على فضاء مربع أمام المحراب يستقبل قبة مزخرفة زخرفة جبصية رقيقة وغنية تجسد خصوصيات الجمالية الزخرفية على عهد المرينيين. خصص الجزء المتبقي الذي يحتل ثلث المساحة الإجمالية للمسجد لصحن مكشوف كسيت أرضيته بالزليج وزين وسطه بصهريج مستطيل يرتبط بقناتين. كما أحيطت جوانبه الثلاث برواق يرتكز، كما هو الحال في قاعة الصلاة، على سواري مبنية من الأجر المشوي. وفي الزاوية الشمالية الغربية للمسجد، ترتفع صومعة مربعة الشكل يصل ضلعها إلى 5,70 متر وعلوها إلى 22,80 متر، غطيت هذه الصومعة بزخرفة متناسقة على واجهاتها الأربع، كللت في الجزء العلوي بشريط عريض من الزليج. ويتخذ بيت الصلاة شكلا شبه مربع، ويضم سبع بلاطات طولية يشكل البلاط المحوري مع البلاطة المحاذية لجدار القبلة مخططا يشبه حرف التاء اللاتينية، وتعلو محور البيت قبتان، الأولى أمام المحراب والثانية عند حدود الرواق المجييز، وهو تنظيم يذكرنا بالمسجد الكبير بالقيروان. وينتظم الصحن في شكل مستطيل عرضه أكبر من عمقه، تحيط به أروقة ويزين مركزه صهريج للوضوء، وفي الزاوية الشمالية الغربية تنتصب الصومعة وتشكل بالإضافة إلى قاعة جنائزية «جامع الجنائز»، تقع وراء جدار القبلة وهي أبرز مكونات هذا المركب المعماري.

## صاحبه
وقد بنى صاحبه المدينة البيضاء أو فاس الجديد عام 674هـ والمارستان، بسوق الحناء الحالي، والمدرسة بمدينة فاس التي هي مدرسة الحلفاويين أو مدرسة الصفاريين. فلما أراد دخولها صلى بجامع القرويين حيث لقي الفقيه إسحاق بن يحيى الورياغلي، خلال العام الهجري المذكور.
وقد أقبر سيدي محمد بن محمد ابن جزي الكلبي عام 757هـ أو ما بعده وراء الحائط الشرقي بالجامع المذكور. وكان سيدي عبد الواحد بن أحمد الحميدي (1009هـ) خطيبا بالجامع ذاته. وكان سيدي أحمد التواتي موقنا به خلال القرن الثالث عشر الهجري.

## وصلات خارجية
قائمة مساجد المغرب